# Атаян, Гаянэ Арменовна
Атая́н, Гаянэ́ Арме́новна (23 сентября 1959, Киев) — украинская художница. Дочь художницы Татьяны Яблонской.

## Биография
Родилась 23 сентября 1959 года в Киеве в семье художников Татьяны Яблонской и Армена Атаяна. В 1983 году окончила Киевский государственный художественный институт (педагог по специальности — В. Шаталин). Своим главным учителем считает мать. Член Национального Союза художников Украины с 1986 года.
С 1982 года принимает участие во многих художественных выставках, с 1986 года является членом Союза художников Украины.
Произведения Гаянэ Атаян находятся в Киевской национальной картинной галерее, художественных музеях Запорожья, Хмельницкого, в музее «Дракон» на острове Тайвань, в частных коллекциях на Украине и за её пределами. Некоторые произведения являются собственностью дирекции художественных выставок Министерства культуры Украины, Союзов художников Украины и России, Национального банка Украины, а также Градобанка.

## Творчество
Атаян Гаянэ — живописец, работающий в традиционном направлении. Любимый жанр — пейзаж.
Основные произведения:
- «У источника Ольвия» (1983);
- «Ира в новогоднем наряде» (портрет дочки) (1985);
- «Осень на Подоле» (1989);
- «Розовый вечер» (1993);
- «Романтический пейзаж» (1994);
- «Вечер над Киевом» (1994);
- «Туман» (1995);
- «Сумерки» (1999).

## Ссылка
- Работы Атаян Гаянэ на сайте Продюсерского центра Бойко (рус.)